# Horoșkiv, Tetiiv
Horoșkiv (în ucraineană Горошків) este localitatea de reședință a comunei Horoșkiv din raionul Tetiiv, regiunea Kiev, Ucraina.

## Demografie
Componența lingvistică a localității Horoșkiv
     Ucraineană (98,58%)
     Alte limbi (0,87%)
Conform recensământului din 2001, majoritatea populației localității Horoșkiv era vorbitoare de ucraineană (98,58%), existând în minoritate și vorbitori de alte limbi.